# Mendel Catholic High School
Mendel Catholic High School («Escuela secundaria católica Mendel») fue una escuela secundaria católica preparatoria para la universidad para varones en el vecindario de Roseland de Chicago, Illinois, Estados Unidos. Bautizada con el nombre del famoso científico agustino Gregor Mendel, funcionó entre 1951 y 1988.
Su campus ha albergado cuatro escuelas desde 1905. En primer lugar, se trataba de la escuela privada de formación manual de Pullman, para la cercana fábrica de Pullman . Fue adquirida por la Orden de San Agustín y se convirtió en la Iglesia Católica Mendel, antes de que la Arquidiócesis de Chicago fusionara varias escuelas y se llamara Escuela Secundaria St. Martin de Porres. Desde 1998, ha sido el hogar de la Academia Preparatoria Universitaria Gwendolyn Brooks de las Escuelas Públicas de Chicago.

## Historia
La Orden de San Agustín compró los edificios de la antigua Escuela Gratuita de Formación Manual de Pullman en el otoño de 1950. La escuela secundaria católica Mendel se estableció en septiembre de 1951 en los antiguos edificios de la escuela Pullman. Comenzó con una clase de primer año de 360 estudiantes. La escuela recibió el nombre de Gregor Mendel, sacerdote agustino y padre de la genética moderna. La construcción de un gimnasio, una capilla y un monasterio comenzó en marzo de 1953. A principios del año escolar 1953-1954, había 900 estudiantes matriculados y 127 en lista de espera.
En 1967, los estudiantes negros amenazaron con abandonar la escuela para protestar por los insultos raciales, la falta de representación negra en el senado estudiantil y la falta de historia negra en el plan de estudios de la escuela. La huelga fue cancelada después de un debate con el padre George Clements, un sacerdote afroestadounidense de una parroquia cercana de Santa Dorotea.
Robert Prevost — el futuro papa León XIV — enseñaba matemáticas a tiempo parcial en la escuela durante su estancia en la Unión Teológica Católica. Su madre, Millie, trabajaba como bibliotecaria. Sus hermanos mayores asistieron a la escuela.
En 1975, la escuela comenzó a organizar bailes semanales en casa, con una asistencia promedio de alrededor de 1000 estudiantes. A medida que la escuela comenzó a sufrir una disminución en la matrícula debido a la fuga blanca, los bailes generaron $15 millones en ingresos para la escuela.
Al final del año escolar de 1988, Mendel se consolidó con Unity Catholic High School y Willibrord Catholic High School para formar St. Martin de Porres High School. La escuela combinada continuó funcionando en el campus de Mendel hasta su cierre en 1997.

### Cierre y futuro
La Arquidiócesis de Chicago vendió la escuela a las Escuelas Públicas de Chicago por $2800000 ($5314428 actualmente) En 1998, la escuela reabrió como Southside College Preparatory Academy, que cambió su nombre a Gwendolyn Brooks College Preparatory Academy en 2001.

## Antiguos alumnos destacados
- Howard Brookins, concejal de Chicago.[15]
- John y Louis Prevost, hermanos del papa León XIV.[7]
- Greg Smith, ala defensiva de los Minnesota Vikings en 1984.[16]
- Rick Stelmaszek, receptor de las Grandes Ligas de Béisbol.[17]
- Frank Zuccarelli, político estadounidense.[18]